# Jaak Mae
Jaak Mae (ur. 25 lutego 1972 w Tapa) – estoński biegacz narciarski, brązowy medalista olimpijski oraz wicemistrz świata.

## Kariera
Jego pierwszą dużą imprezą były igrzyska olimpijskie w Lillehammer, gdzie jego najlepszym wynikiem było 35. miejsce w biegu na 10 km techniką klasyczną. Cztery lata później, na igrzyskach w Nagano zajął 6. miejsce na tym samym dystansie. Największy sukces osiągnął jednak na igrzyskach w Salt Lake City, gdzie zdobył brązowy medal w biegu na 15 km techniką klasyczną. Na tym samym dystansie był szósty podczas igrzysk w Turynie. Ponadto startował też na igrzyskach w Vancouver jednak zajmował odległe miejsca.
Na mistrzostwach świata zadebiutował w 1995 r. podczas mistrzostw w Thunder Bay, gdzie zajmował miejsca w szóstej dziesiątce. Również na mistrzostwach w Trondheim nie osiągnął sukcesów zajmując we wszystkich indywidualnych startach miejsca w trzeciej dziesiątce. Dużo lepiej spisywał się podczas mistrzostw świata w Ramsau, gdzie był piąty w biegu pościgowym 10+15 km oraz siódmy w biegu na 10 km techniką klasyczną. Na mistrzostwach w Lahti jego najlepszym wynikiem było 10. miejsce w biegu na 15 km stylem klasycznym. Mistrzostwa świata w Val di Fiemme przyniosły mu drugi w karierze medal. Zajął tam trzecie miejsce w biegu na 50 km stylem klasycznym. Na mistrzostwach w Oberstdorfie indywidualnie nie mieścił się w pierwszej dziesiątce. Potem jeszcze dwukrotnie zanotował wyniki w pierwszej dziesiątce: 8. miejsce w biegu na 50 km stylem klasycznym na mistrzostwach w Sapporo oraz 5. miejsce w biegu na 15 km stylem klasycznym podczas mistrzostw w Libercu.
Najlepsze wyniki w Pucharze Świata osiągnął w sezonie 2001/2002, kiedy to zajmował 6. miejsce w klasyfikacji generalnej.

## Osiągnięcia

### Igrzyska olimpijskie
| Miejsce | Dzień     | Rok  | Miejscowość    | Konkurencja             | Czas biegu | Strata   | Zwycięzca                   |
| ------- | --------- | ---- | -------------- | ----------------------- | ---------- | -------- | --------------------------- |
| 59.     | 14 lutego | 1994 | Lillehammer    | 30 km stylem dowolnym   | 1:12:26,4  | +11:57,7 | Thomas Alsgaard             |
| 35.     | 17 lutego | 1994 | Lillehammer    | 10 km stylem klasycznym | 24:20,1    | +2:22,6  | Bjørn Dæhlie                |
| 40.     | 19 lutego | 1994 | Lillehammer    | 10+15 km pościgowy      | 1:00:08,8  | +5:57,2  | Bjørn Dæhlie                |
| 11.     | 22 lutego | 1994 | Lillehammer    | Sztafeta 4 × 10 km      | 1:39:26,0  | +9:31,6  | Norwegia                    |
| 11.     | 9 lutego  | 1998 | Nagano         | 30 km stylem klasycznym | 1:33:55,8  | +4:56,5  | Mika Myllylä                |
| 6.      | 12 lutego | 1998 | Nagano         | 10 km stylem klasycznym | 27:24,5    | +31,5    | Bjørn Dæhlie                |
| 15.     | 14 lutego | 1998 | Nagano         | 10 km + 15 km pościgowy | 1:07:01,7  | +2:01,0  | Thomas Alsgaard             |
| 10.     | 17 lutego | 1998 | Nagano         | Sztafeta 4 × 10 km      | 1:40:55,7  | +3:25,2  | Norwegia                    |
| 3.      | 12 lutego | 2002 | Salt Lake City | 15 km stylem klasycznym | 37:07,4    | +43,4    | Andrus Veerpalu             |
| 8.      | 14 lutego | 2002 | Salt Lake City | 2 × 10 km łączony       | 49:48,9    | +23,2    | Thomas Alsgaard Frode Estil |
| 7.      | 17 lutego | 2002 | Salt Lake City | Sztafeta 4 × 10 km      | 1:32:45,5  | +3:21,5  | Norwegia                    |
| 5.      | 17 lutego | 2006 | Turyn          | 15 km stylem klasycznym | 38:01,3    | +33,9    | Andrus Veerpalu             |
| 8.      | 19 lutego | 2006 | Turyn          | Sztafeta 4 × 10 km      | 1:43:45,7  | +1:38,1  | Włochy                      |
| 14.     | 24 lutego | 2010 | Vancouver      | Sztafeta 4 × 10 km      | 1:45:05,4  | +6:35,8  | Szwecja                     |
| 30.     | 28 lutego | 2010 | Vancouver      | 50 km stylem klasycznym | 2:05:35,5  | +5:05,8  | Petter Northug              |

### Mistrzostwa świata
| Miejsce | Dzień     | Rok  | Miejscowość   | Konkurencja             | Czas biegu | Strata   | Zwycięzca           |
| ------- | --------- | ---- | ------------- | ----------------------- | ---------- | -------- | ------------------- |
| 15.     | 26 lutego | 1993 | Falun         | Sztafeta 4 × 10 km      | 1:44:14,9  | +8:51,1  | Norwegia            |
| 55.     | 9 marca   | 1995 | Thunder Bay   | 30 km stylem klasycznym | 1:15:52,3  | +10:23,6 | Władimir Smirnow    |
| 11.     | 17 marca  | 1995 | Thunder Bay   | Sztafeta 4 × 10 km      | 1:34:27,1  | +6:38,9  | Norwegia            |
| 57.     | 19 marca  | 1995 | Thunder Bay   | 50 km stylem dowolnym   | 1:56:36,0  | +8:30,1  | Silvio Fauner       |
| 34.     | 24 lutego | 1997 | Trondheim     | 10 km stylem klasycznym | 23:41,8    | +2:13,5  | Bjørn Dæhlie        |
| 33.     | 25 lutego | 1997 | Trondheim     | 10 km + 15 km pościgowy | 1:00:11,1  | +5:03,0  | Bjørn Dæhlie        |
| 11.     | 28 lutego | 1997 | Trondheim     | Sztafeta 4 × 10 km      | 1:37:06,1  | +6:58,6  | Norwegia            |
| 31.     | 2 marca   | 1997 | Trondheim     | 50 km stylem klasycznym | 2:16:37,5  | +11:05,3 | Mika Myllylä        |
| 7.      | 22 lutego | 1999 | Ramsau        | 10 km stylem klasycznym | 24:19,2    | +29,3    | Mika Myllylä        |
| 5.      | 23 lutego | 1999 | Ramsau        | 10 km + 15 km pościgowy | 1:05:54,9  | +24,1    | Thomas Alsgaard     |
| 10.     | 26 lutego | 1999 | Ramsau        | Sztafeta 4 × 10 km      | 1:35:07,5  | +5:09,2  | Austria             |
| 18.     | 28 lutego | 1999 | Ramsau        | 50 km stylem klasycznym | 2:18:08,7  | +6:39,4  | Mika Myllylä        |
| 10.     | 15 lutego | 2001 | Lahti         | 15 km stylem klasycznym | 39:26,0    | +1:15,0  | Per Elofsson        |
| 12.     | 17 lutego | 2001 | Lahti         | 2 × 10 km łączony       | 47:15,5    | +50,6    | Per Elofsson        |
| 27.     | 19 lutego | 2001 | Lahti         | 30 km stylem klasycznym | 1:14:17,9  | +4:02,1  | Andrus Veerpalu     |
| 7.      | 22 lutego | 2001 | Lahti         | Sztafeta 4 × 10 km      | 1:36:42,5  | +3:35,1  | Norwegia            |
| 2.      | 21 lutego | 2003 | Val di Fiemme | 15 km stylem klasycznym | 35:47,5    | +6,9     | Axel Teichmann      |
| 10.     | 23 lutego | 2003 | Val di Fiemme | 2 × 10 km łączony       | 47:42,3    | +4,6     | Per Elofsson        |
| 8.      | 25 lutego | 2003 | Val di Fiemme | Sztafeta 4 × 10 km      | 1:31:56,4  | +1:48,5  | Norwegia            |
| 29.     | 20 lutego | 2005 | Oberstdorf    | 2 × 15 km łączony       | 1:19:20,5  | +1:44,2  | Vincent Vittoz      |
| 9.      | 24 lutego | 2005 | Oberstdorf    | Sztafeta 4 × 10 km      | 1:39:04,4  | +4:16,8  | Norwegia            |
| 32.     | 27 lutego | 2005 | Oberstdorf    | 50 km stylem klasycznym | 2:30:10,1  | +1:18,7  | Frode Estil         |
| 67.     | 24 lutego | 2007 | Sapporo       | 15 km stylem dowolnym   | 35:50,0    | +3:54,0  | Lars Berger         |
| 12.     | 2 marca   | 2007 | Sapporo       | Sztafeta 4 × 10 km      | 1:30:49,2  | +4:41,6  | Norwegia            |
| 8.      | 4 marca   | 2007 | Sapporo       | 50 km stylem klasycznym | 2:20:12,6  | +1:35,6  | Odd-Bjørn Hjelmeset |
| 5.      | 20 lutego | 2009 | Liberec       | 15 km stylem klasycznym | 38:54,4    | +30,7    | Andrus Veerpalu     |
| 36.     | 22 lutego | 2009 | Liberec       | 2 × 15 km łączony       | 1:15:52,4  | +2:36,3  | Petter Northug      |
| 8.      | 27 lutego | 2009 | Liberec       | Sztafeta 4 × 10 km      | 1:41:50,6  | +2:43,8  | Norwegia            |
| 14.     | 1 marca   | 2011 | Oslo          | 15 km stylem klasycznym | 38:14,7    | +1:28,7  | Matti Heikkinen     |
| 10.     | 4 marca   | 2011 | Oslo          | Sztafeta 4 × 10 km      | 1:40:10,2  | +3:11,1  | Norwegia            |

### Puchar Świata

#### Miejsca w klasyfikacji generalnej
- sezon 1996/1997: 27.
- sezon 1997/1998: 61.
- sezon 1998/1999: 27.
- sezon 1999/2000: 47.
- sezon 2000/2001: 36.
- sezon 2001/2002: 6.
- sezon 2002/2003: 19.
- sezon 2003/2004: 17.
- sezon 2004/2005: 33.
- sezon 2005/2006: 49.
- sezon 2006/2007: 26.
- sezon 2007/2008: 52.
- sezon 2008/2009: 26.
- sezon 2009/2010: 89.
- sezon 2010/2011: 101.

#### Miejsca na podium
| Nr | Dzień       | Rok  | Miejscowość | Konkurencja             | Czas biegu  | Pozycja | Strata  | Zwycięzca           |
| -- | ----------- | ---- | ----------- | ----------------------- | ----------- | ------- | ------- | ------------------- |
| 1. | 12 stycznia | 2002 | Nové Město  | 10 km stylem dowolnym   | 26:12,9 min | 2.      | +1,9 s  | Fabio Maj           |
| 2. | 17 stycznia | 2004 | Nové Město  | 15 km stylem klasycznym | 42:27,6 min | 3.      | +30,4 s | Andrus Veerpalu     |
| 3. | 21 lutego   | 2004 | Umeå        | 15 km stylem klasycznym | 43:00,8 min | 3.      | +11,7 s | Mathias Fredriksson |
| 4. | 7 marca     | 2004 | Lahti       | 15 km stylem klasycznym | 38:12,0 min | 2.      | +15,8 s | Frode Estil         |
| 5. | 8 stycznia  | 2005 | Otepää      | 15 km stylem klasycznym | 37:17,1 min | 3.      | +45,4 s | Andrus Veerpalu     |
| 6. | 9 lutego    | 2008 | Otepää      | 15 km stylem klasycznym | 39:29,4 min | 2.      | +13,7 s | Lukáš Bauer         |
| 7. | 16 stycznia | 2010 | Otepää      | 15 km stylem klasycznym | 36:45,7 min | 3.      | +41,6 s | Lukáš Bauer         |

## Odznaczenia
- Order Estońskiego Czerwonego Krzyża III Klasy – 2002[15]